# Sibiu Open 2023
Il Sibiu Open 2023, noto anche come BCR Sibiu Open, è stato un torneo maschile di tennis professionistico giocato sulla terra rossa. È stata la 12ª edizione del torneo, facente parte della categoria Challenger 75 nell'ambito dell'ATP Challenger Tour 2023. Si è giocato al Tenis Club Pamira di Sibiu, in Romania, dal 18 al 24 settembre 2023.

## Partecipanti

### Teste di serie
| Nazionalità          | Giocatore            | Ranking* | Testa di serie |
| -------------------- | -------------------- | -------- | -------------- |
| Ungheria             | Zsombor Piros        | 111      | 1              |
| Italia               | Flavio Cobolli       | 132      | 2              |
| Bosnia ed Erzegovina | Damir Džumhur        | 157      | 3              |
|                      | Ivan Gakhov          | 161      | 4              |
| Italia               | Stefano Travaglia    | 205      | 5              |
| Croazia              | Duje Ajduković       | 206      | 6              |
| Italia               | Alessandro Giannessi | 214      | 7              |
| Bosnia ed Erzegovina | Nerman Fatić         | 218      | 8              |

* Ranking all'11 settembre 2023.

### Altri partecipanti
I seguenti giocatori hanno ricevuto una wild card per il tabellone principale:
- Bor Artnak
- Cezar Crețu
- Sebastian Gima

I seguenti giocatori sono passati dalle qualificazioni:
- Calvin Hemery
- Henri Laaksonen
- Andrew Paulson
- Vlad Andrei Dancu
- Filip Cristian Jianu
- Michael Vrbenský

## Punti e montepremi
| Torneo    | Torneo              | V     | F     | SF    | QF    | 2T    | 1T  | Q | Q2  | Q1  |
| Singolare | Punti               | 75    | 50    | 30    | 16    | 7     | 0   | 4 | 2   | 0   |
| Singolare | Premi in denaro (€) | 9,880 | 5,820 | 3,450 | 2,000 | 1,165 | 720 | – | 360 | 185 |
| Doppio    | Punti               | 75    | 50    | 30    | 16    | –     | 0   | – | –   | –   |
| Doppio    | Premi in denaro (€) | 4,250 | 2,450 | 1,480 | 880   | –     | 500 | – | –   | –   |

## Campioni

### Singolare
Nerman Fatić ha sconfitto in finale  Damir Džumhur con il punteggio di 6–2, 6–4.

### Doppio
Andrew Paulson /  Michael Vrbenský hanno sconfitto in finale  Piotr Matuszewski /  Kai Wehnelt con il punteggio di 6–2, 6–2.